# Capela do Senhor dos Remédios
A Capela do Senhor dos Remédios ou Capela do Nosso Senhor dos Remédios, é uma capela católica que se localiza no alto do monte do Senhor dos Remédios, na freguesia de Rio de Moinhos, concelho de Penafiel, distrito do Porto, Portugal.

## História
O início da sua construção dá-se na década de 1890. Foi inaugurada no dia 8 de dezembro de 1904, este templo religioso católico onde se celebrou a 1ª eucaristia nesse dia. Mais tarde houve a construção da primeira torre (à esquerda) inaugurada em 1912 e a segunda torre (à direita) inaugurada em 1931.
Apesar de não ser utilizada para o culto diário, aqui realizam-se as missas anualmente das grandes festas da Vila de Rio de Moinhos em honra ao Nosso Senhor dos Remédios no segundo fim-de-semana de julho, festas essas que já eram realizadas mesmo antes da capela estar construída, no sábado à noite decorre a procissão das velas que desce da Capela do Senhor do Remédios até a Igreja Matriz da freguesia, essa procissão é visível a dezenas de quilómetros de distância e no domingo de tarde é realizada outra procissão da igreja matriz em direção a capela do senhor dos remédios e com volta em direção a igreja novamente.
Até 1991 era rezada missa todos os sábados, pelo Revº Padre Belmiro Moreira Azevedo de Matos.

## Características
Situada numa colina a cerca 245 metros acima do nível do mar.
Atualmente é acedida por uma escadaria em granito, oferecidas por um casal desta freguesia a quem saiu o Euromilhões. Esta obra foi inaugurada a 22 de dezembro de 2009.
No recinto exterior é possível observar 5 distritos; Porto, Braga, Vila Real, Aveiro e Viseu.